# Pieve del Cairo
Pieve del Cairo ist eine norditalienische Gemeinde (comune) mit 1748 Einwohnern (Stand 31. Dezember 2023) in der Provinz Pavia in der Lombardei.

## Geografie
Die Gemeinde liegt etwa 28 km westsüdwestlich der Provinzhauptstadt Pavia und etwa 55 km südwestlich der Regionalhauptstadt Mailand linksseitig des Po im Gebiet der Lomellina und grenzt unmittelbar an die Provinz Alessandria (Piemont). Der Ort liegt bei 80 m s.l.m. und in der klimatischen Einordnung italienischer Gemeinden in der Zone E, 2 619 GG.
Zu den Ortsteilen zählen Cairo (Cairo Lomellino), Cascina Provvidenza, Cascine Nuove und Gallia.
Die Nachbargemeinden sind Bassignana (AL), Ferrera Erbognone, Galliavola, Gambarana, Isola Sant’Antonio (AL), Mede, Mezzana Bigli und Villa Biscossi.

## Geschichte
Erste Bewohner der Gegend um Cairo waren die Ligurer. Der Ort entstand zunächst als Cairo (Cajri Veteri Ixolaria, auch Cairo Vecchio, heute Cairo Lomellino, heute ein Ortsteil von Pieve del Cairo) nördlich des Zusammenflusses von Tanaro und Po. Der heutige Hauptort entstand durch die Pieve wenige Meter nordöstlich von Cairo. Im Besitz der Conti palatini di Lomello wurde Cairo 1155 von Friedrich Barbarossa eingenommen. Der Ort Pieve del Cairo wurde erstmals 1191 erwähnt. Um 1410 untersteht Pieve del Cairo den Beccaria, die bis an das Ende des 16. Jahrhunderts herrschten, dann ab 1597 unterstand der Ort den Isimbardi. Ein besonderes Ereignis fand im Juni 1512 statt, als Giovanni de’ Medici nach der Schlachtfeld von Ravenna vom 11. April in Pieve del Cairo aus der Gefangenschaft befreit wurde.
1818 wurde der Ort Gallia der Gemeinde zugeordnet. Der heutige Ortsteil Cairo Lomellino war eigenständige Gemeinde seit der Einheit Italiens 1861. Bis zum 12. Mai 1863 hieß der Ort Cairo, danach bis zur Eingemeindung am 1. Januar 1891 Cairo Lomellino.

## Sehenswürdigkeiten

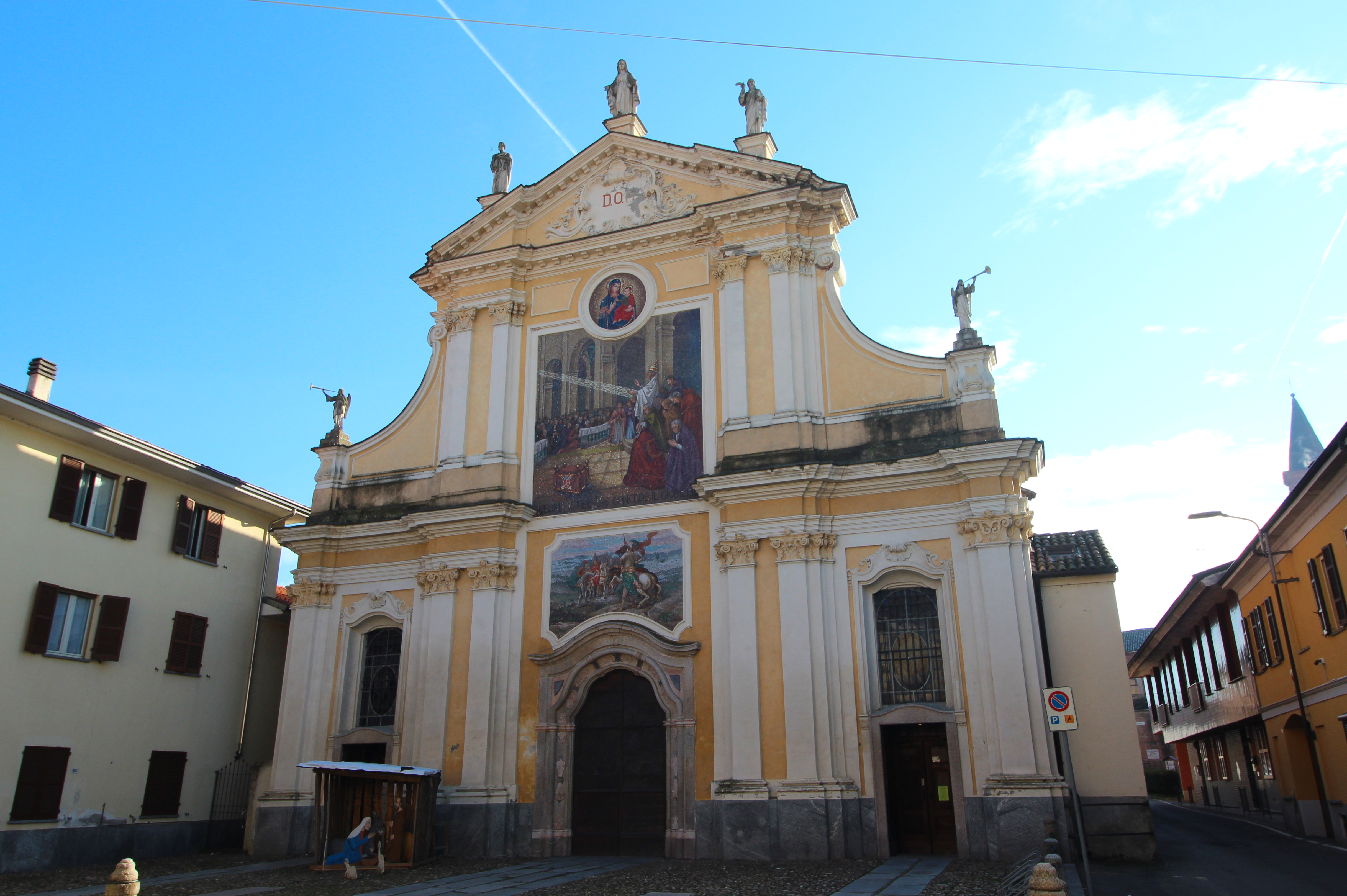
Beata Vergine della Consolazione, Kirche im Ortskern

- Beata Vergine della Consolazione, Kirche im Ortskern, frühes 16. Jahrhundert.
- San Giovanni Battista, Kirche im Ortskern.
- Castello Beccaria, Burg am Ortskern, 12. Jahrhundert.
- Arco Trionfale, Triumphbogen, 1599 durch Marchese Isimbardi entstanden zu Ehren von Margarete von Österreich, die sich auf der Durchreise zu ihrer Hochzeit in Spanien befand.[6]
- Chiesa del Cairo, Kirche im Ortsteil Cairo Lomellino.
- San Pietro, Kirche im Ortsteil Gallia.

## Verkehr
Durch die Gemeinde führt die frühere Strada Statale 211 della Lomellina (heute eine Provinzstraße) von Pozzolo Formigaro nach Novara.

## Söhne und Töchter der Gemeinde
- Antonio Angelèri (1801–1880), Pianist und Musikpädagoge.

## Galerie

Bilder von Pieve del Cairo
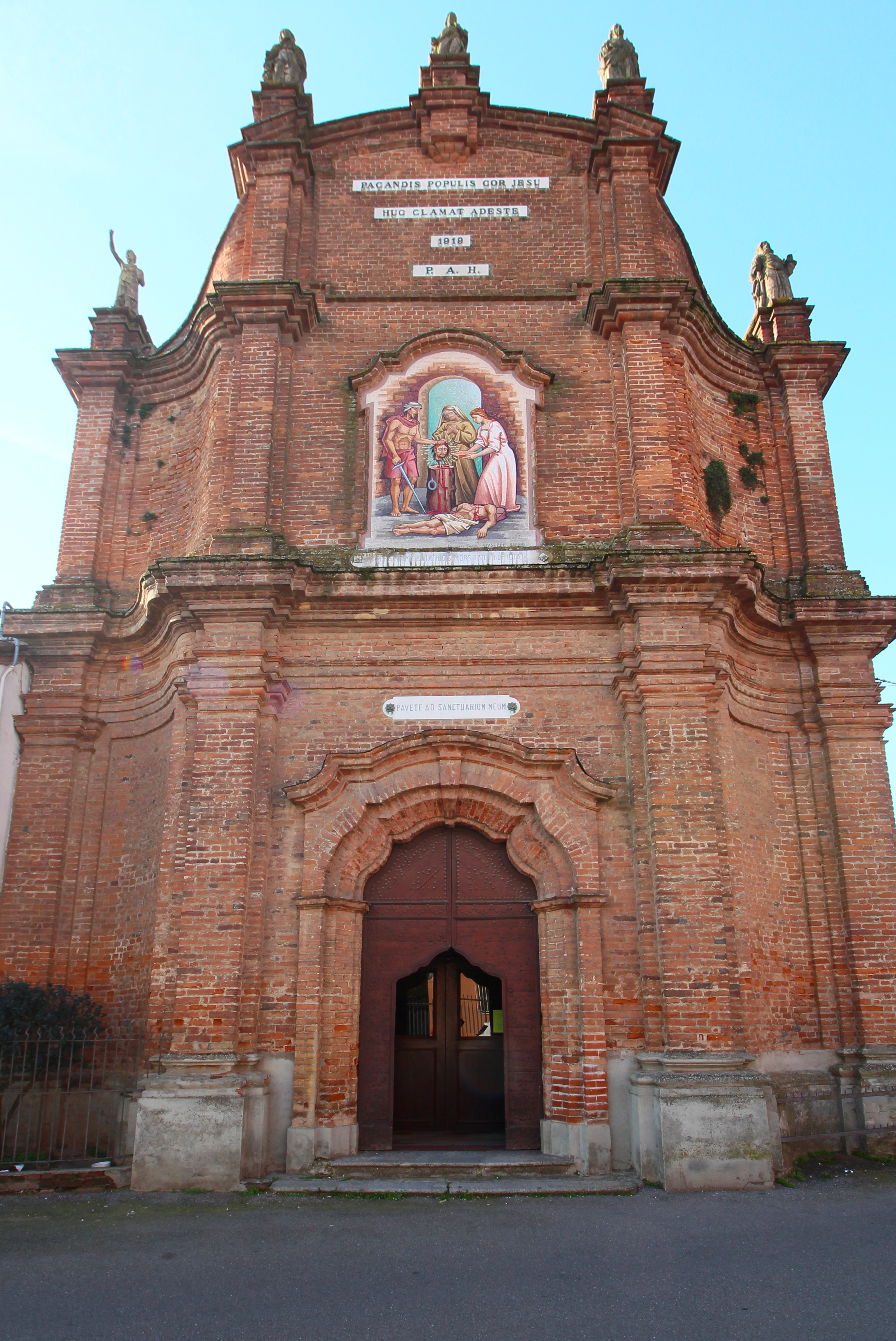
Die Kirche San Giovanni Battista
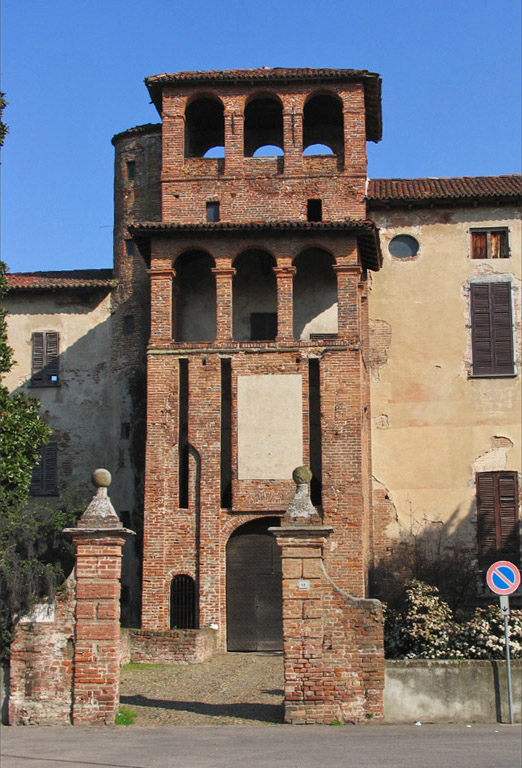
Castello Beccaria
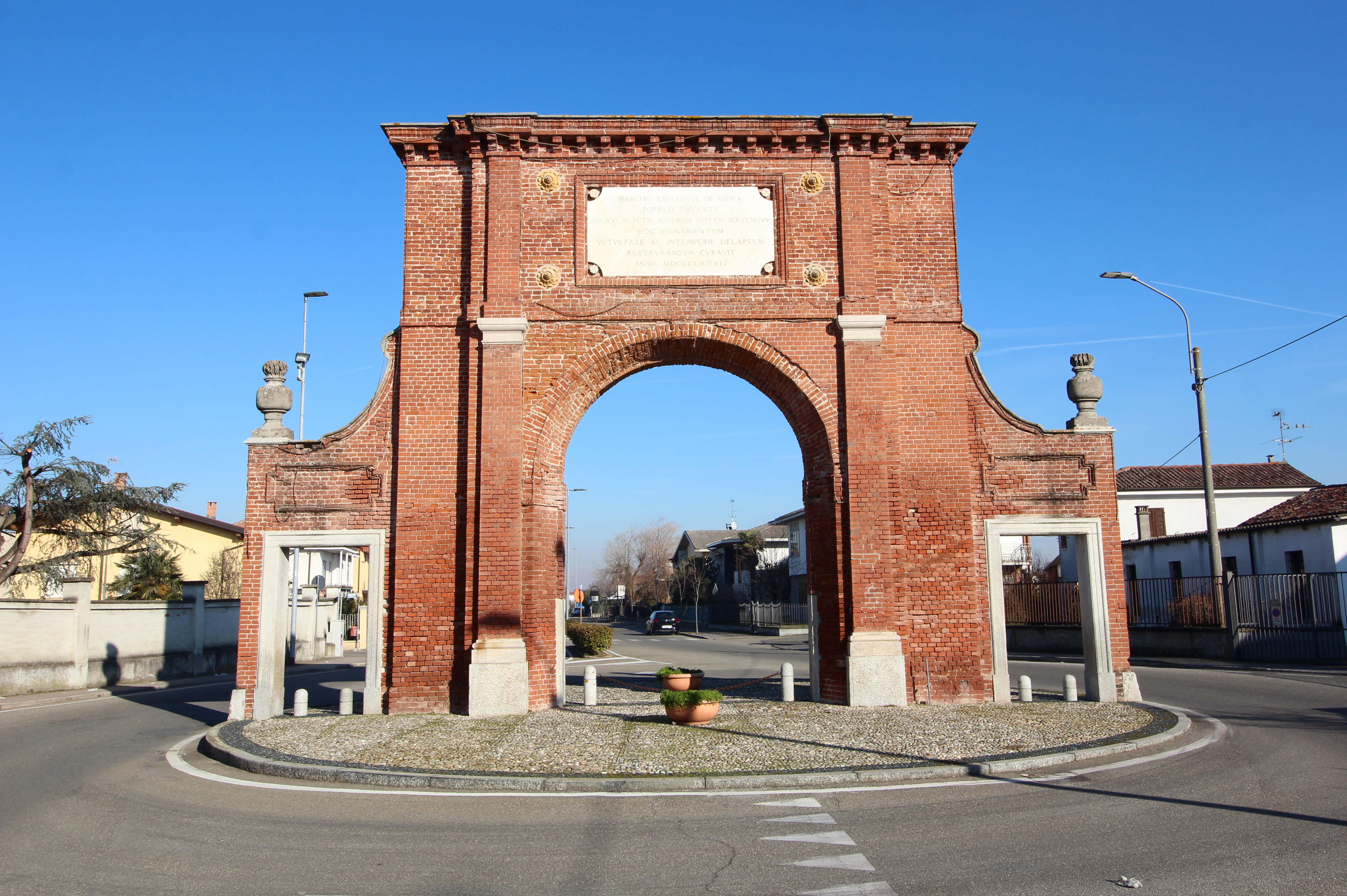
Arco Trionfale
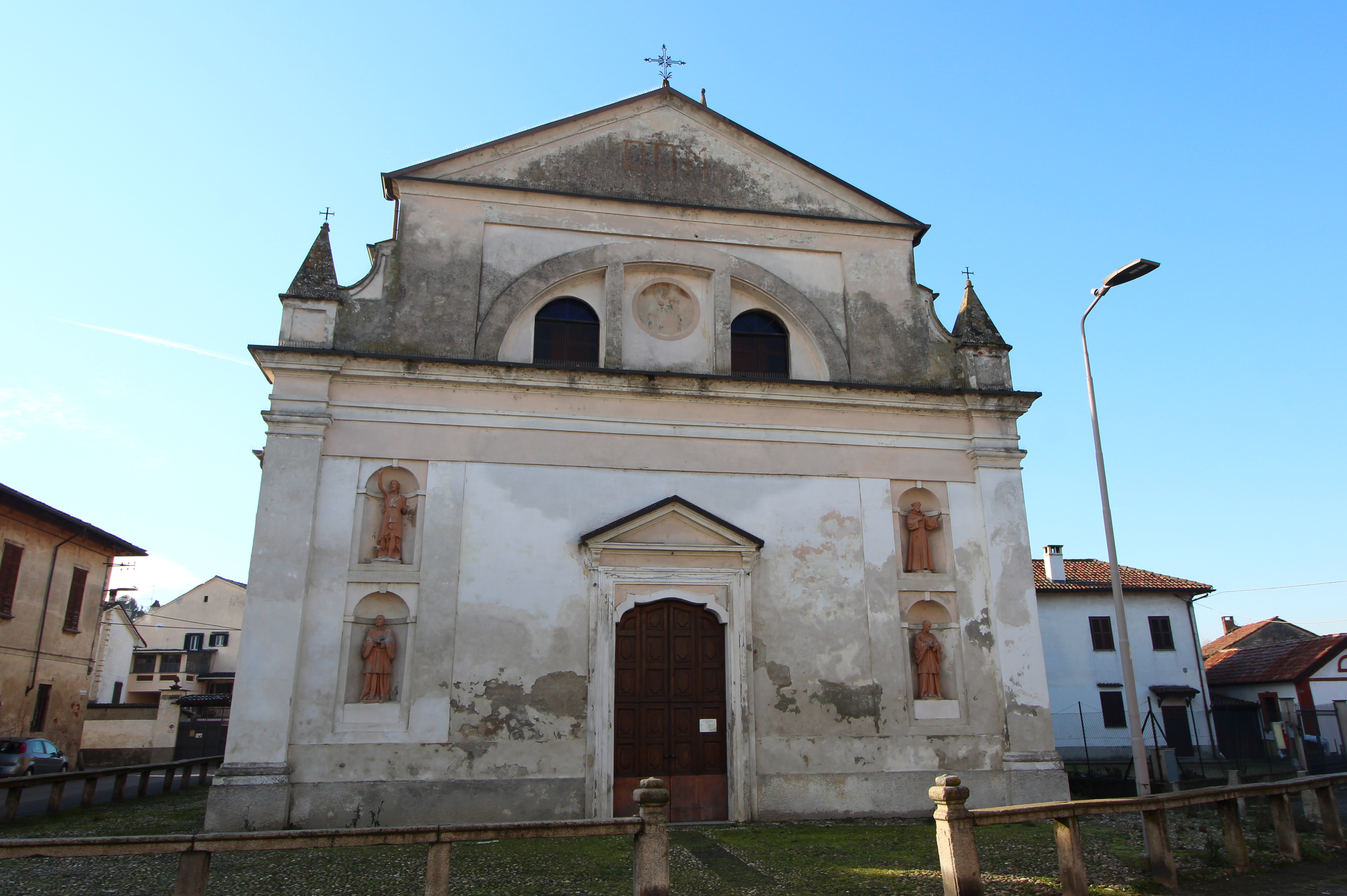
Chiesa del Cairo (Cairo Lomellino)